# 클라트린
클라트린(Clathrin)은 코팅된 소포 형성에 중요한 역할을 하는 단백질이다. 클라트린은 1976년 바바라 피어스(Barbara Pearse)에 의해 처음 분리되었다. 클라트린 중쇄 3개와 경쇄 3개로 구성된 트리스켈리온 모양을 형성한다. 트리스켈리아가 상호작용할 때 소포를 둘러싸는 다면체 격자를 형성한다. 단백질의 이름은 격자를 의미하는 라틴어 clathri에서 파생된 격자 구조를 나타낸다. 바바라 피어스는 그레이엄 미치슨(Graeme Mitchison)의 제안에 따라 단백질의 이름을 clathrin으로 지정하여 세 가지 가능한 옵션 중에서 선택했다. 클라트린과 같은 외피 단백질은 세포 내에서 분자를 운반하기 위해 작은 소포를 만드는 데 사용된다. 소포의 세포내이입 및 세포외유출은 세포가 의사소통하고, 영양분을 전달하고, 신호 수용체를 가져오고, 세포외 세계를 샘플링한 후 면역 반응을 중재하고, 조직 염증으로 인해 남겨진 세포 잔해를 청소할 수 있게 해준다. 세포내이입 경로는 감염 중에 세포에 진입하기 위해 바이러스 및 기타 병원체에 의해 하이재킹(hijack)될 수 있다.